# Международный день кино

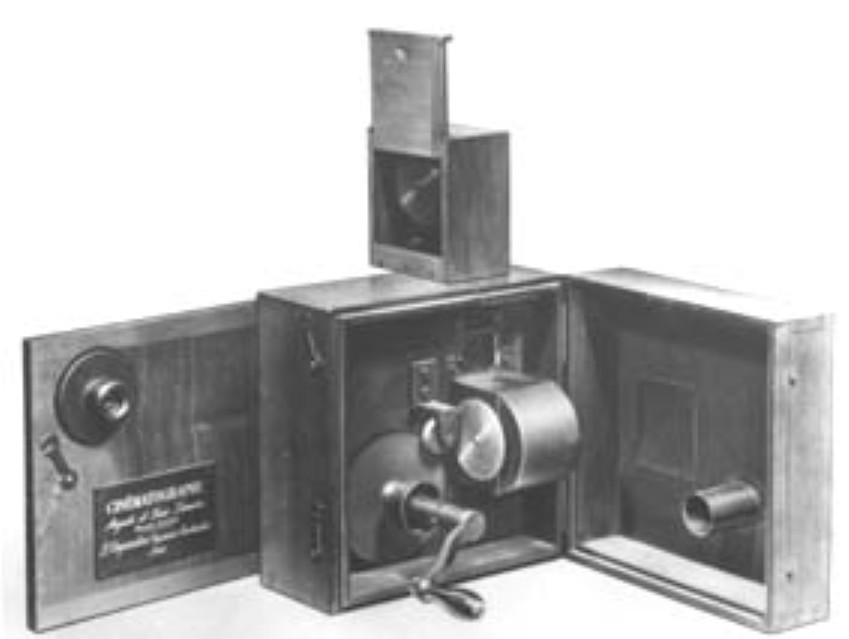
Синематограф

Междунаро́дный день кино́ — праздник кинематографистов и любителей кино по всему миру. Отмечается ежегодно 28 декабря.

## История праздника

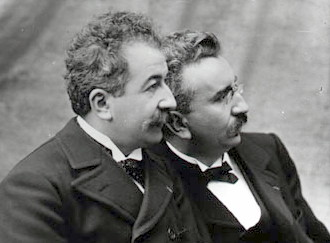
Братья Люмьер

В 1895 году французы Луи и Огюст Люмьер получили патент на изобретённый ими аппарат «Синематограф».
22 марта того же года на конференции, посвящённой развитию французской фотопромышленности Братья Люмьер представили публике первый фильм на большом экране «Выход рабочих с фабрики». Этот же фильм открыл знаменитый первый платный киносеанс из десяти фильмов в Париже в подвале «Гран-кафе» на бульваре Капуцинок 28 декабря 1895 года. Именно эта дата и стала датой празднования «Международного дня кино».
«День российского кино» в годы перестройки был объединён в один день с «Международным днём кино», однако в 2002 году, по инициативе Службы кинематографии Министерства культуры РФ, вновь стал самостоятельным праздником, который снова отмечается 27 августа.